# Marcin Łukaszewski (kierowca rajdowy)
Marcin Krzysztof Łukaszewski (ur. 16 listopada 1973 w Olsztynie) – polski kierowca rajdowy, dwukrotny mistrz Europy Centralnej FIA CEZ, mistrz Polski w rajdach cross country, zwycięzca rajdu Ładoga Trophy, zwycięzca rajdu Dresden-Breslau,  trzykrotny zdobywca Pucharu Polski Off-Road, trzykrotny zwycięzca rajdu Magam Trophy.

## Przebieg kariery
W rajdach przeprawowych zadebiutował w 2008 roku, startując samochodem Suzuki Samurai. Pierwsze sukcesy pojawiły się w 2010 roku, kiedy to po raz pierwszy wygrał Magam Trophy, najtrudniejszy rajd przeprawowy w Polsce (później wygrywał go jeszcze w 2011 i 2012 roku). W tym samym roku sięgnął również po Puchar Polski Off-Road, w klasyfikacji którego wygrywał jeszcze dwukrotnie w latach 2011 i 2012. W tych samych latach wystartował także w Ładoga Trophy, rosyjskim rajdzie terenowym uznawanym za najtrudniejszy rajd przeprawowy na świecie. Zarówno w 2011 jak i w 2012 roku zajął w nim 4. miejsce. W 2014 roku rozpoczął starty w rajdach cross-country samochodem BMW GPR 1. Po pierwsze mistrzostwo Europy Centralnej FIA CEZ sięgnął w 2015 roku zdobywając także wicemistrzostwo Polski. W 2017 roku, startując Fordem Rangerem South Racing, również sięgnął po tytuł mistrza Europy Centralnej, a także po tytuł mistrza Polski w rajdach cross-country. W 2019 roku wrócił do rajdów przeprawowych i jako pierwszy Polak w historii wygrał rajd Ładoga Trophy w najsilniejszej klasie PROTO.

## Osiągnięcia sportowe
- 2019 – Ładoga Trophy – 1. miejsce w klasie PROTO[3].
- 2019 – Puchar Krajów Nadbałtyckich NEZ – 2. miejsce w klasie TR-3[7]
- 2017 – Mistrzostwo Europy FIA CEZ w klasyfikacji generalnej[1]
- 2017 – Mistrzostwo Polski w klasyfikacji generalnej[2]
- 2017 – Mistrzostwo Czech w klasie T1[7]
- 2016 – Wicemistrzostwo Europy FIA CEZ w klasyfikacji generalnej[7]
- 2015 – Mistrzostwo Europy FIA CEZ w klasyfikacji generalnej[10]
- 2015 – Wicemistrzostwo Polski w klasyfikacji generalnej[7]
- 2012 – I miejsce w klasyfikacji generalnej MT Rally i MT Series[7]
- 2012 – I miejsce w klasyfikacji generalnej Breslau Rally[4]
- 2012 – I miejsce w klasyfikacji generalnej Magam Trophy[7]
- 2012 – I miejsce w klasyfikacji generalnej Pucharu Polski[7]
- 2011 – I miejsce w klasyfikacji generalnej MT Rally i MT Series[7]
- 2011 – I miejsce w klasyfikacji generalnej Magam Trophy[7]
- 2011 – I miejsce w klasyfikacji generalnej Pucharu Polski[7]
- 2010 – I miejsce w klasyfikacji generalnej Magam Trophy[7]
- 2010 – I miejsce w klasyfikacji generalnej Pucharu Polski[5]